# ديديه (لاعب كرة قدم مواليد 1978)
ليوناردو دي ديوس سانتوس (ديديه) (مواليد 18 أبريل 1978 في بيلو هوريزونتي - البرازيل) لاعب كرة قدم معروف باسم (ديديه) برازيلي الجنسية كان يلعب لصالح نادي الدرجة الأولى بروسيا دورتموند الألماني منذ 1998 حتى 2011 في مركز الظهير الأيسر.

## مسيرته الكروية
لعب ليوناردو دي ديوس سانتوس خلال مسيرته الاحترافية مع 3 أندية في عشرون موسمًا وسجل خلالها 19 هدفًا ضمن 433 مباراة. ولم يفز بأي موسم بالكأس وفاز في موسمين بالدوري.
خاض ليوناردو دي ديوس سانتوس مسيرته مع نادي أتلتيكو مينيرو في موسم 1995 ليلعب معه أربعة مواسم، مشاركًا في 36 مباراة سجل خلالها 3 أهداف. ثم انتقل إلى نادي بوروسيا دورتموند للفورميلا في موسم 1998–99 ليلعب معه ثلاثة عشر موسمًا، حيث شارك في 322 مباراة سجل خلالها 12 هدفًا. لينتقل بعدها إلى نادي إسكيشهرسبور في موسم 2011–12 واستمر معه طيلة ثلاثة مواسم، مشاركًا في 75 مباراة سجل خلالها 4 أهداف.

## روابط خارجية
- ليوناردو دي ديوس سانتوس على موقع اتحاد تركيا (لاعب) (الإنجليزية)
- ليوناردو دي ديوس سانتوس على موقع قاعدة بيانات كرة القدم.إي يو (الإنجليزية)
- ليوناردو دي ديوس سانتوس على موقع بيانات كرة القدم. دي إي (الألمانية)
- ليوناردو دي ديوس سانتوس على موقع ناشيونال فوتبول تيمز (الإنجليزية)
- ليوناردو دي ديوس سانتوس على موقع Soccerway.com (الإنجليزية)
- ليوناردو دي ديوس سانتوس على موقع عالم كرة القدم.نت (الإنجليزية)